# 2020년 전주국제영화제
제21회 전주국제영화제는 2020년 5월에 개최된 영화제이다.

## 수상 및 후보

### 국제경쟁 - 대상
- 습한 계절 - 가오 밍 수상

### 국제경쟁 - 작품상
- 천 명 중의 단 한 사람 - 클라리사 나바스 수상

### 국제경쟁 - 심사위원특별상
- 그해 우리가 발견한 것 - 루이스 로페즈 카라스코 수상

### 국제경쟁 - 심사위원 특별언급
- 아담 - 루브나 아자발 외 1명 수상

### 한국경쟁 - 대상
- 갈매기 - 김미조 수상
- 바람아 안개를 걷어가다오 - 신동민 수상

### 한국경쟁 - 배우상
- 파견; 나는 나를 해고하지 않는다 - 오정세 수상
- 빛과 철 - 염혜란 수상

### 한국경쟁 - CGV 아트 하우스상
- 홈리스 - 임승현 수상

### 한국단편경쟁 - 대상
- 우주의 끝 - 한병아 수상

### 한국단편경쟁 - 감독상
- 뒤로 걷기 - 방성준 수상

### 한국단편경쟁 - 심사위원특별상
- 각자의 입장 - 강정인 수상
- 유통기한 - 유준민 수상

### 한국단편경쟁 - 특별언급
- 실 - 조민재 수상
- 실 - 이나연 수상

### 넷팩(아시아영화진흥기구)상
- 양치기 여성과 일곱 노래 - 푸쉬펜드라 싱 수상

### 다큐멘터리상(진모터스 후원)
- 보드랍게 - 박문칠 수상

### 국제경쟁
- 습한 계절 - 가오 밍
- 그해 우리가 발견한 것 - 루이스 로페즈 카라스코
- 천 명 중의 단 한 사람 - 클라리사 나바스
- 잠수함이 갖고 싶은 소년 - 알렉스 피페르노
- 변신 - 카타리나 바스콘텔로스
- 아담 - 마리암 투자니
- 점보 - 조 비트톡
- 오바케 - 나카오 히로미치

### 한국경쟁
- 갈매기 - 김미조
- 괴물, 유령, 자유인 - 홍지영
- 나를 구하지 마세요 - 정연경
- 담쟁이 - 한제이
- 더스트맨 - 김나경
- 바람아 안개를 걷어가다오 - 신동민
- 빛과 철 - 배종대
- 사당동 더하기 33 - 조은
- 생각의 여름 - 김종재
- 파견; 나는 나를 해고하지 않는다 - 이태겸
- 홈리스 - 임승현

### 한국단편경쟁
- Fanning - 전예진
- 각자의 입장 - 강정인
- 갇힌 남자 - 김윤선
- 건설 유니버스의 어떤 오류 - 박군제
- 굿타임 - 강동인
- 그라이아이: 주둔하는 신 - 정여름
- 나의 침묵 - 황혜인
- 다공성 계곡 2: 트릭스터 플롯 - 김아영
- 달과 포크 - 신나리
- 데마찌 - 김성환
- 둥지 - 조경원
- 뒤로 걷기 - 방성준
- 드라이빙 스쿨 - 유수진
- 무협은 이제 관뒀어 - 장형윤
- 실 - 조민재
- 아가리 파이터 - 서가현
- 언젠간 터질 거야 - 서태범
- 우리가 꽃들이라면 - 김율희
- 우연히 나쁘게 - 김예원
- 우주의 끝 - 한병아
- 유통기한 - 유준민
- 이별유예 - 조혜영
- 주희에게 - 오현도
- 집나방 - 정연주
- 추석 연휴 쉽니다 - 남순아
- 실 - 이나연

### 전주 시네마 프로젝트
- 세 자매 - 이승원
- 정말 먼 곳 - 박근영
- 애프터워터 - 데인 콤리엔
- 이사도라의 아이들 - 다미앙 마니벨
- 노나 - 카밀라 호세 도노소
- 우리의 최선 - 알레한드로 페르난데즈 알멘드라스

### 마스터즈
- 붉은 대기 - 크리스 마르케
- 죽음의 무도, 해골 그리고 환상들 - 피에르 레온 외 2명
- 나는 결코 프로빈시아에 오른 적이 없다 - 이그나시오 아구에로
- 마르가리타의 선율 - 에드가르도 코자린스키
- 시베리아 - 아벨 페라라
- 홀아비의 탱고와 뒤틀린 거울 - 라울 루이즈 외 1명
- 토마소 - 아벨 페라라
- 바람의 목소리 - 스와 노부히로
- 윌콕스 - 드니 코테

### 월드시네마 - 극영화
- 바다 위의 트로피 - 쥐안치
- 13,000 피트의 앤 - 카직 라드완스키
- 바쿠라우 - 클레버 멘돈사 필로 외 1명
- 미끼 - 마크 젠킨
- 블라인드 - 페르난도 주베
- 죽음이 다가와 당신의 눈을 가져가리 - 호세 루이스 토레스 레이바
- 끝없는 밤 - 엘로이 엔시소
- 관습의 폭력성 - 미아 테르보 외 6명
- 용서 받은 아이들 - 나이토 에이스케
- 이자벨라 - 마티야스 피녜이로
- 매너 하우스 - 크리스티 푸이유
- 질식할 것 같은 추억 - 륭밍카이 외 1명
- 모노스 - 알레한드로 란데스
- MS 슬라빅 7 - 소피아 보다노위즈 외 1명
- 미친 사랑 - 카타시마 익키
- 오로슬란 - 마차즈 이바니신
- 사운드 오브 메탈 - 다리어스 마더
- 이 죽일 놈의 우정 - 마이클 코비노
- 그녀 방의 구름 - 정륙심원
- 양치기 여성과 일곱 노래 - 푸쉬펜드라 싱
- 그녀의 이름은 크리스티나 - 곤잘로 마자
- 비디오포비아 - 미야자키 다이스케
- 웨이브스 - 트레이 에드워드 슐츠
- 웻 시즌 - 안소니 첸
- 아이들을 잊지 마 - 스미다 야스시

### 월드시네마 - 다큐멘터리
- 애니메이션의 연금술사, 얀 슈반크마예르 - 애덤 오르하 외 1명
- 헥터 바벤코: 내가 죽으면 - 바바라 파스
- 힐마 아프 클린트 - 미래를 위한 그림 - 할리나 디르스츠카
- 할리퀸 - 카롤리나 아드리아솔라 외 1명
- 리디아 런치 – 끝나지 않는 전쟁 - 베스 B.
- 로비 로버트슨과 더 밴드의 신화 - 다니엘 로허
- 우주에서 온 개들 - 엘사 크렘저 외 1명
- 위대한 작별 - 세르게이 로즈니차
- 드라마틱 필름 - 에릭 보들레르
- 살아 있는 자 - 아이 웨이웨이
- 열차의 출구 - 라드 주드 외 1명

### 코리안시네마
- 근본주의자 - 고봉수
- 늙은 부부이야기 - 신태연
- 무지개 여신 - 이문영
- 보드랍게 - 박문칠
- 보라보라 - 김도준 외 2명
- 십개월 - 남궁선
- 아버지의 땅 - 매튜 코슈몰
- 일시 - 오세현
- 저승보다 낯선 - 여균동
- 진도 - 유동종
- 축복의 집 - 박희권
- 테우리 - 이난
- UFO 스케치 - 김진욱
- 탑차 - 유준상
- 그녀를 지우는 시간 - 홍성윤
- 여담들 - 남궁선
- 족욕기 - 김혜옥
- 스마일 클럽 - 최은우
- 휴가 - 백정민
- 포스트 잇! - 이동은
- 형태 - 김휘중
- 작년에 봤던 새 - 이다영
- 춤,바람 - 신수원

### 시네마천국
- 드림 호스 - 유로스 린
- 저스트 6.5 - 사에드 루스타이
- 꿀벌과 천둥 - 이시카와 케이
- 레드 - 미시마 유키코
- 오디션(영어판) - 이나 베이세
- 바다가 없는 마을 - 이케다 에라이자

### 불면의 밤
- 열렬한 사랑 - 파브리스 두 웰즈
- 분화구의 두 사람 - 아라이 하루히코
- 데즈카 오사무의 바르보라 - 테즈카 마코토
- 더 와일드 구스 레이크 - 디아오 이난

### 영화보다 낯선
- 외로운 강물 - 마우로 헤르세
- 펠릭스 인 원더랜드 - 마리 로지에
- 새들의 섬 - 마야 코사 외 1명
- 무언가 불타고 있다 - 니콜라스 타빌로 외 2명
- 몬스터 갓 - 아구스티나 산 마틴
- 플레이백 - 아구스티나 코메디
- 5월의 7년 - 알폰소 우쇼아
- 딸에게 보내는 편지 - 빌비르크 브라이닌 도넨베르크
- 동네에서 - 후륵소 치로
- 서브젝트 투 리뷰 - 테오 안소니
- 빛나는, 나의 피부 - 가비노 로드리게즈 외 1명
- 2008 - 블레이크 윌리엄스
- 멀리서, 다르고 닮은 - 제시카 사라 린랜드
- 안나 아초리의 노트 – 시간 여행의 거울 - 콘스탄체 룸
- 오스모시스 - 저우 타오
- 안젤라의 일기 - 두 감독: 챕터 2 - 예르반트 지아니키안
- 매기의 농장 - 제임스 베닝
- 붉은 달의 조류 - 로이스 파티노
- 3.30 PM - 러드비그 버스트
- 폭풍이 오던 날 - 로스 히조스
- 로스 콘둑토스 - 카밀로 레스트레포

### 특별전: 퀘이 형제: 퍼핏 애니메이션의 거장
- 악어의 거리 - 티모시 퀘이 외 1명
- 이상하지 않은 나라의 앨리스 - 스티븐 퀘이 외 1명
- 란추트 성의 괴인, 얀 포토츠키 - 스티븐 퀘이 외 1명
- 끊임없는 손길 - 스티븐 퀘이 외 1명
- 고요한 밤 Ⅰ: 드라몰렛 - 스티븐 퀘이 외 1명
- 고요한 밤 Ⅱ: 우리는 여전히 결혼 중? - 스티븐 퀘이 외 1명
- 고요한 밤 Ⅲ: 빈 숲속의 이야기 - 스티븐 퀘이 외 1명
- 고요한 밤 Ⅳ: 너 없이는 잘못될 수 없어 - 스티븐 퀘이 외 1명
- 유리디체: 사랑하는, 그녀 - 스티븐 퀘이 외 1명
- 샌드맨 - 스티븐 퀘이 외 2명
- 봉헌물 - 스티븐 퀘이 외 1명
- 캘리그리퍼 - 스티븐 퀘이 외 1명
- 인 앱센시아 - 스티븐 퀘이 외 1명
- 원더우드: 꼼데가르송 - 스티븐 퀘이 외 1명
- 듀엣 - 스티븐 퀘이 외 1명
- 영화관 - 스티븐 퀘이 외 1명
- 인형의 숨 - 스티븐 퀘이 외 1명
- 유령 박물관 - 스티븐 퀘이 외 1명
- 해부실의 남과 여 - 스티븐 퀘이 외 1명
- 가면 - 스티븐 퀘이 외 1명
- 눈물의 유리 너머 - 스티븐 퀘이 외 1명
- 이름 없는 작은 빗자루 - 스티븐 퀘이 외 2명
- 머리빗 - 스티븐 퀘이 외 1명
- 인공적인 관점 혹은 아나모포시스 - 스티븐 퀘이 외 1명
- 얀 슈반크마예르의 캐비닛 - 스티븐 퀘이 외 2명